# We’ve Come for You All
We’ve Come for You All ist das neunte Studioalbum der US-amerikanischen Thrash-Metal-Band Anthrax. Es erschien am 3. März 2003 in Europa via Nuclear Blast und in Nordamerika via Sanctuary Records. We’ve Come for You All war das erste Anthrax-Album mit dem Gitarristen Rob Caggiano.

## Entstehung
Unmittelbar nach der Veröffentlichung des Vorgängeralbums Volume 8: The Threat is Real musste Ignition Records, die damalige Plattenfirma von Anthrax, Insolvenz anmelden. Die Band wechselte zu Beyond Records, die ebenfalls kurze Zeit später aufgeben mussten. Erst als die Band im Jahre 2001 von Nuclear Blast unter Vertrag genommen wurden, begannen Anthrax mit den Arbeiten an einem neuen Album. Gleichzeitig wechselte die Band auch das Management. Außerdem wurde der Gitarrist Rob Caggiano in die Band aufgenommen.
Aufgenommen wurde das Album in verschiedenen Studios im Großraum New York City im Herbst 2001. Produziert wurde das Album von der Band und dem Produzententeam Scrap 60, dem unter anderen Rob Caggiano angehört. Die Abmischung übernahmen Scrap 60 und Charlie Benante, während George Marino für das Mastering verantwortlich war. Insgesamt drei Musikvideos wurden gedreht.
Ursprünglich sollte das Album Superhero und dann Taking the Music Back heißen.

## Hintergrund
„Refuse to Be Denied“ handelt von der Reaktion eines New Yorkers auf die Terroranschläge am 11. September 2001. Ian erklärte in einem Interview, dass er sich „weigert, seine Freiheit und seine Rechte als Individuum nehmen zu lassen“. Als Gastsänger tritt Anthony Martini auf.
Der Text der ersten Single „Safe Home“ stammt vom Gitarristen Scott Ian. In einem Interview mit dem deutschen Magazin Metal Hammer erklärte Ian, dass er erstmals positiv über eine Beziehung schrieb. Im Musikvideo zum Lied haben der Schauspieler Keanu Reeves und die kanadische Punk-Band Sum 41 Gastauftritte.
„Nobody Knows Anything“ handelt von dem Ärger, den die Band in den vergangenen Jahren mit ihren Plattenfirmen hatte. Gleichzeitig wird das derzeitige Musikgeschäft kritisiert, wo der Großteil der Plattenfirmen laut Ian „von unkreativen Businesshaien geführt wird, die nur auf das schnelle Geld aus sind“.
Für die Lieder „Strap it On“ und „Cadillac Rock Box“ steuerte der ehemalige Pantera-Gitarrist Dimebag Darrell Gitarrensoli bei. Letzterem Lied gab Darrell noch den Titel. Darrell besaß damals einen Truck, in dem er ein Tonstudio eingebaut hat. Das Gefährt nannte er Cadillac Rock Box. Am Anfang des Liedes hört man die Nachricht, die Darrell Charlie Benante auf dessen Anrufbeantworter gesprochen hat.
Bei der zweiten Singleauskopplung „Taking the Music Back“ tritt Roger Daltrey, der Sänger der britischen Rockband The Who, als Gast auf. Das Musikvideo zu dem Lied zeigt die Band in einer typischen Livesituation. Die Single enthält als B-Seiten die Coverversionen „Exit“ (im Original von U2) sowie „Next to You“ (im Original von The Police).
Die limitierte Edition des Albums enthält als Bonus eine Akustikversion von „Safe Home“ sowie eine Coverversion des Liedes „We’re a Happy Family“ von den Ramones.

## Rezeption
Das Album erhielt hervorragende Kritiken von Seiten der Fachpresse. Der deutsche Metal Hammer wählte We’ve Come for You All zum „Album des Monats“. Laut Matthias Mineur zeigen sich Anthrax als „eine topaktuelle, vitale Metal-Band, die ihren eigenen Stil weiter verfeinert, dabei neue Einflüsse aufgenommen und alte Tugenden konserviert hat“. Mineur gab dem Album sechs von sieben Punkten. Wolfgang Schäfer vom Rock Hard hob den „jederzeit glaubwürdigen und überzeugenden Mix aus Tradition und Moderne“ hervor und gab dem Album neun von zehn Punkten. Ebenfalls neun von zehn Punkten verteilte der Rezensent Metalgreg vom Onlinemagazin metal.de und zog das Fazit „verdammt geiler Sänger + verdammt geile Band = verdammt geiles Album!“
We’ve Come for You All erreichte Platz 22 der deutschen Albumcharts und ist damit das Anthrax-Album mit dem höchsten Charteinstieg. In den USA stieg das Album auf Platz 122 der Albumcharts ein.